# Àngel Ferrero i Brotons
Àngel Ferrero i Brotons (Alacant, 1984) és un periodista i traductor català. És llicenciat en Comunicació Audiovisual per la Universitat Autònoma de Barcelona i ha traduït autories com Noam Chomsky, Naomi Klein, Bertolt Brecht, Kurt Tucholsky, Heiner Müller, Wolfgang Harich i Elfriede Jelinek entre d'altres. També és col·laborador habitual de mitjans de comunicació com Públic, El Salto, Catarsi Magazín, Directa o Sin Permiso, i ha estat corresponsal independent a Berlín i Moscou per a diversos periòdics.

## Obra publicada
- La quinta Alemania: un modelo hacia el fracaso europeo (amb Rafael Poch-de-Feliu, Icaria, 2013)[3]
- El último europeo: imperialismo, xenofobia y extrema derecha en la Unión Europea (amb Roger Suso, Corina Tulbure i József Böröcz, La oveja roja, 2014)[4]